# اولنا گریچیخینا
اولنا گریچیخینا (اوکراینی: Олена Гречихiна؛ زادهٔ ۱۱ ژوئیهٔ ۱۹۹۱) ورزشکار شنای موزون اهل اوکراین است.
وی در مسابقات کشوری و بین‌المللی در مجموع برندهٔ ۲ مدال طلا، ۴ مدال نقره، ۵ مدال برنز شده‌است.